# Oulad Rahmoune
Oulad Rahmoune  (in arabo أولاد رحمون‎?) è un centro abitato e comune rurale del Marocco situato nella provincia di El Jadida, regione di Casablanca-Settat. Conta una popolazione di 28 449 abitanti (censimento 2014).